# Invalidovna (metropolitana di Praga)
Invalidovna è una stazione della linea B della metropolitana di Praga.

## Storia
La stazione è stata attivata il 22 novembre 1990, come parte del prolungamento della linea B tra Českomoravská e Florenc.

## Strutture e impianti
La stazione è sotterranea ed è dotata di due binari, serviti da una banchina centrale.

## Servizi
- Biglietteria
- Servizi igienici

## Interscambi
- Fermata tram (linee 8, 12 e 29)[2]